# Puniša Račić
Punisa Račić (serbio cirílico: Пуниша Рачић; Andrijevica, 12 de julio de 1886 - Belgrado, 16 de octubre de 1944) fue un político serbio de Montenegro, miembro del Parlamento del Reino de los Serbios, Croatas y Eslovenos por el Partido Radical del Pueblo de Nikola Pašić. Durante una sesión parlamentaria, en junio de 1928, asesinó a Pavle Radić y Đuro Basariček, representantes del Partido Campesino Croata, hirió de muerte a Stjepan Radić, líder del partido, y dejó malheridos a Ivan Pernar e Ivan Granđa. El suceso fue utilizado por el rey Alejandro I de Yugoslavia para proclamar la dictadura real.

## Primeros años
Račić nació en 1886 en Slatina, en el Sandžak (Principado de Montenegro) en el seno de una familia serbia del clan Vasojevići. Después de terminar la escuela primaria en Slatina se trasladó a Belgrado, en junio de 1903 para iniciar el instituto o gimnazija. Allí comenzó a interesarse por la política, conociendo personalmente al líder del Partido Radical del Pueblo, Nikola Pašić. Fue entonces cuando entró en contacto con la Mano Negra, con la que tomó parte en acciones terroristas encaminadas a socavar la independencia del Principado de Montenegro.
Después de la Primera Guerra Mundial participó en la pacificación de Macedonia, que se había convertido en parte del Reino de Serbia. Desde ese momento comenzaron a circular acusaciones de que había adquirido allí propiedades en circunstancias dudosas. En septiembre de 1927 fue elegido miembro del Parlamento yugoslavo en la lista del Partido Radical.
El 19 de junio de 1928, el miembro croata del parlamento Stjepan Radić atacó a los partidarios del gobierno por la forma en que se ausentaron durante un debate en el que únicamente subieron a votar, llamándoles "ganado". Račić y su colega radical Toma Popović reaccionaron con ira, acusando a Radić y profiriendo la frase "aquí van a rodar cabezas!" Račić también gritó que "Radić debe recibir una paliza".

## Asesinatos en el parlamento

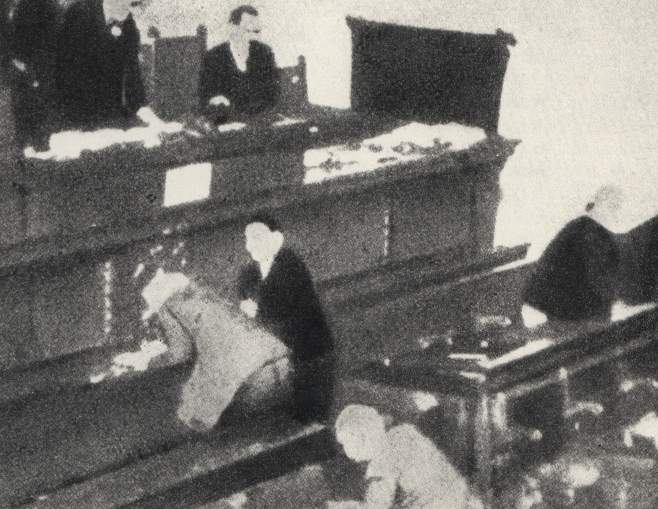
Imagen tomada en el Parlamento de Yugoslavia durante el ataque de Puniša Račić contra los representantes croatas.

Durante la sesión parlamentaria del 20 de junio, Lubomir Maštović pronunció un discurso manifestando cómo Toma Popović y Račić habían proferido amenazas de muerte contra Radić y no habían recibido ni siquiera una advertencia del presidente de la Asamblea, Ninko Perić. Toma Popović habló a continuación, y lejos de retractarse de sus palabras del día anterior añadió: "si su líder, Stjepan Radic, además de avergonzar a los croatas, continúa insultando, le garantizo que su cabeza caerá aquí". Cuando Toma Popović terminó su discurso, y entre el alboroto de la oposición, Ninko Perić pidió un receso de 5 minutos y salió de la sala a la sala de Ministros seguido por Račić.
Cuando Ninko Perić abrió otra vez la sesión concedió la palabra a Puniša Račić. Éste pronunció un discurso provocador que produjo una gran reacción entre la oposición de la coalición demócrata campesina, pero Radić se quedó completamente en silencio como había hecho durante toda la sesión. Entonces, Ivan Pernar gritó "Tú saqueaste a los beys". En este momento, Račić accedió a la plataforma de orador principal, en la parte delantera de la asamblea y sacó un revólver, gritando: "Quien intente ponerse entre mí y Pernar morirá". Ninko Perić clausuró la sesión y se fue rápidamente. Račić entonces disparó a Ivan Pernar que cayó con una bala alojada cerca de su corazón. Luego disparó contra Stjepan Radić. Su primer disparo impactó en el brazo de Ivan Granđa, que estaba tratando de proteger a Radić, pero el segundo acertó a Radić en el estómago. Ambos cayeron al suelo. Račić entonces se dirigió a Svetozar Pribićević y disparó, pero impactó sobre Đuro Basariček que se encontraba a su lado. Después disparó sobre Pavle Radić, a quien hirió mortalmente en un costado.

## Juicio
Račić se entregó poco después y fue arrestado. Su audiencia se retrasó varias veces y se inició después que el rey Alejandro hubiera suspendido el Parlamento y proclamado una dictadura. En ese momento, los diputados de la oposición, entre ellos los dos que habían sobrevivido a los disparos de Račić, habían decidido boicotear el juicio, ya que sospechaban un encubrimiento. El juicio contra Puniša Račić se inició en el tribunal de primera instancia de Belgrado el 27 de mayo de 1929. La acusación, citando el hecho de que la nueva dictadura real impuesta por el rey Alejandro I de Yugoslavia había suspendido la Constitución de Vidovdan, exigió la pena de muerte. El tribunal encontró a Račić culpable, y lo condenó a la pena máxima prevista en la legislación aplicable: 20 años de prisión. Las penas por sus atentados fueron las siguientes:
1. Por el intento de asesinato de Ivan Pernar, 4 meses de prisión.
2. Por el asesinato de Đuro Basariček, 12 años de prisión.
3. Por el intento de asesinato de Ivan Granđa, 1 año y 4 meses de prisión.
4. Por el asesinato de Stjepan Radić, 8 años de prisión.
5. Por el asesinato de Pavle Radić, 12 años de prisión.

Račić solo cumplió arresto domiciliario, en Požarevac, y fue puesto en libertad trece años más tarde. Toma Popović y otro diputado acusado de ser cómplices fueron absueltos por completo.

## Muerte
Tras cumplir su condena, fue puesto en libertad el 27 de marzo de 1941. Se trasladó a Smederevo, pero tras la Invasión de Yugoslavia por las Potencias del Eje, vivió con su familia en Belgrado, capital de la Serbia ocupada. Allí se mantuvo bajo la ocupación nazi durante toda la Segunda Guerra Mundial.
Tras la liberación de Belgrado por los partisanos yugoslavos, fue detenido por las nuevas autoridades comunistas el 16 de octubre de 1944. Tras su detención no se supo nunca nada más de él, la historiografía sostiene que fue juzgado y fusilado en algún punto de la capital serbia.